# Battle dress
Ne doit pas être confondu avec Battle Dress Uniform.
Le Battle dress ou Battledress (angl. litt. vêtement de combat ) a d'abord été l'uniforme porté par l'armée britannique et les forces armées de l'Empire et du Commonwealth pendant la Seconde Guerre mondiale après son adoption en 1937.

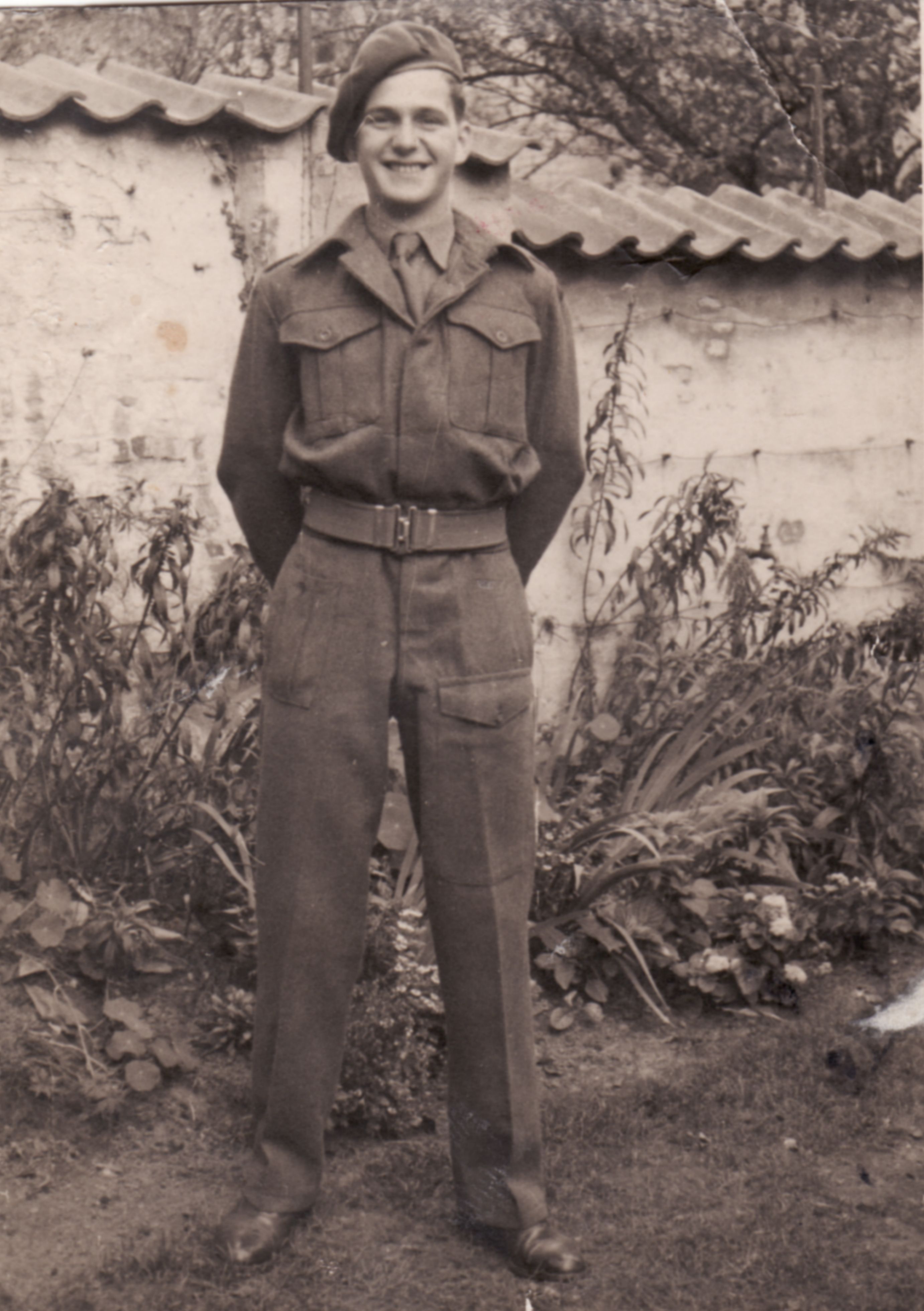
Soldat polonais libre pendant la 2GM, revêtu du Battle dress britannique

De nombreuses forces européennes alliées de la Seconde Guerre mondiale l'adoptèrent également par la suite : des combattants libres français, belges, polonais, etc. ayant trouvé refuge au Royaume-Uni dès 1940.
De coupe sobre et pratique, se composant d'un blouson et d'un pantalon doté de poches de cuisse avec de courtes guêtres enserrant les chevilles, il inspirera de nombreuses copies de par le monde dans l'immédiat après guerre, tant comme tenue de service ou de sortie que comme uniforme de combat.
On notera à titre anecdotique que les battle dress de fabrication canadienne étaient d'une nuance plus olivâtre que leurs équivalents kaki britanniques et que la RAF en avait adopté une version bleu aviateur.

## Historique
Son développement au début des années 1930 trouve son origine dans l'importante phase de mécanisation que connut l'armée britannique à l'époque, le but étant de remplacer le service dress (en), veste longue en usage depuis le début du XXe siècle, par un effet plus pratique pour l'infanterie mécanisée. Il s'inspire dans sa coupe d'une tenue de ski civile et est taillé dans une toile plus résistante et plus épaisse - ce qui le rend plus chaud et imperméable.
Bien qu'il ait été adopté officiellement à la fin des années 1930, certaines unités du BEF (en particulier des unités de second échelon) portaient encore le service dress en 1940, son usage ne se généralisant qu'avec la réorganisation et la reconstruction de l'armée britannique après la désastreuse campagne de France. S'il fut porté par les unités engagées dans les campagnes d'Afrique du Nord, celles engagées sur les théâtres asiatiques (Malaisie, Birmanie...) lui préférèrent des tenues plus légères plus adaptées aux conditions climatiques locales. Il restera en service dans les forces armées du Royaume-Uni jusque dans les années 1960.
L'armée allemande mit par ailleurs en service en septembre 1944 une Feldbluse Model 44 d'une nuance brun olive (feldgrau 44) dont la coupe est nettement inspirée du battle dress. Les équipages des U-Boote furent quant à eux habillés de BD britanniques d'origine, de larges stocks ayant été capturés à l'issue de la campagne de mai 1940.

## Galerie

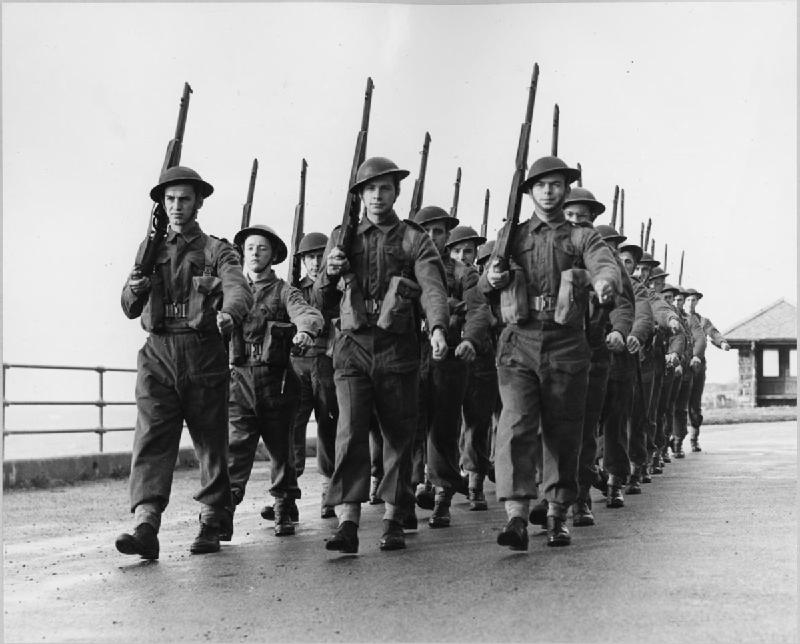
Volontaires luxembourgeois à l'entraînement en Angleterre.
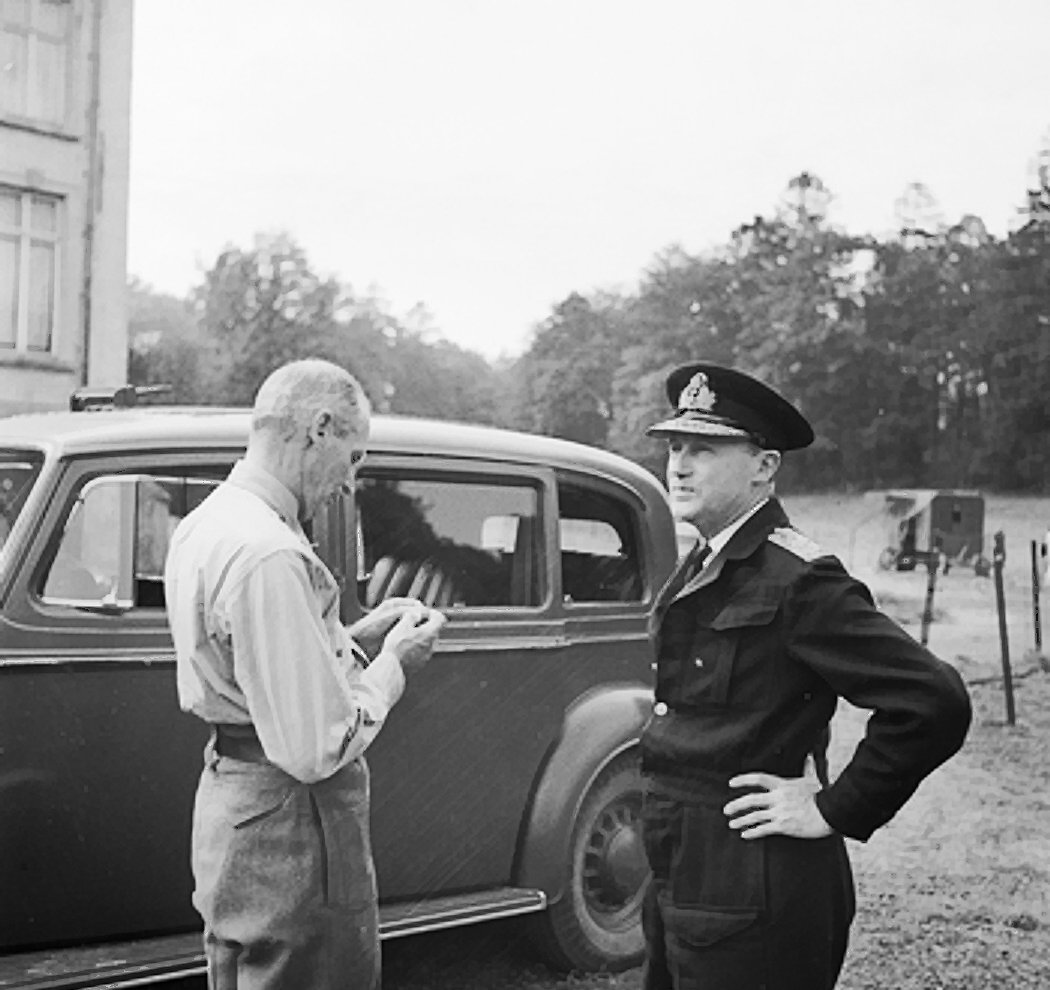
Le Général Montgomery et l'Amiral Ramsay en 1944. Ramsay porte le Battle dress noir de la Royal Navy.
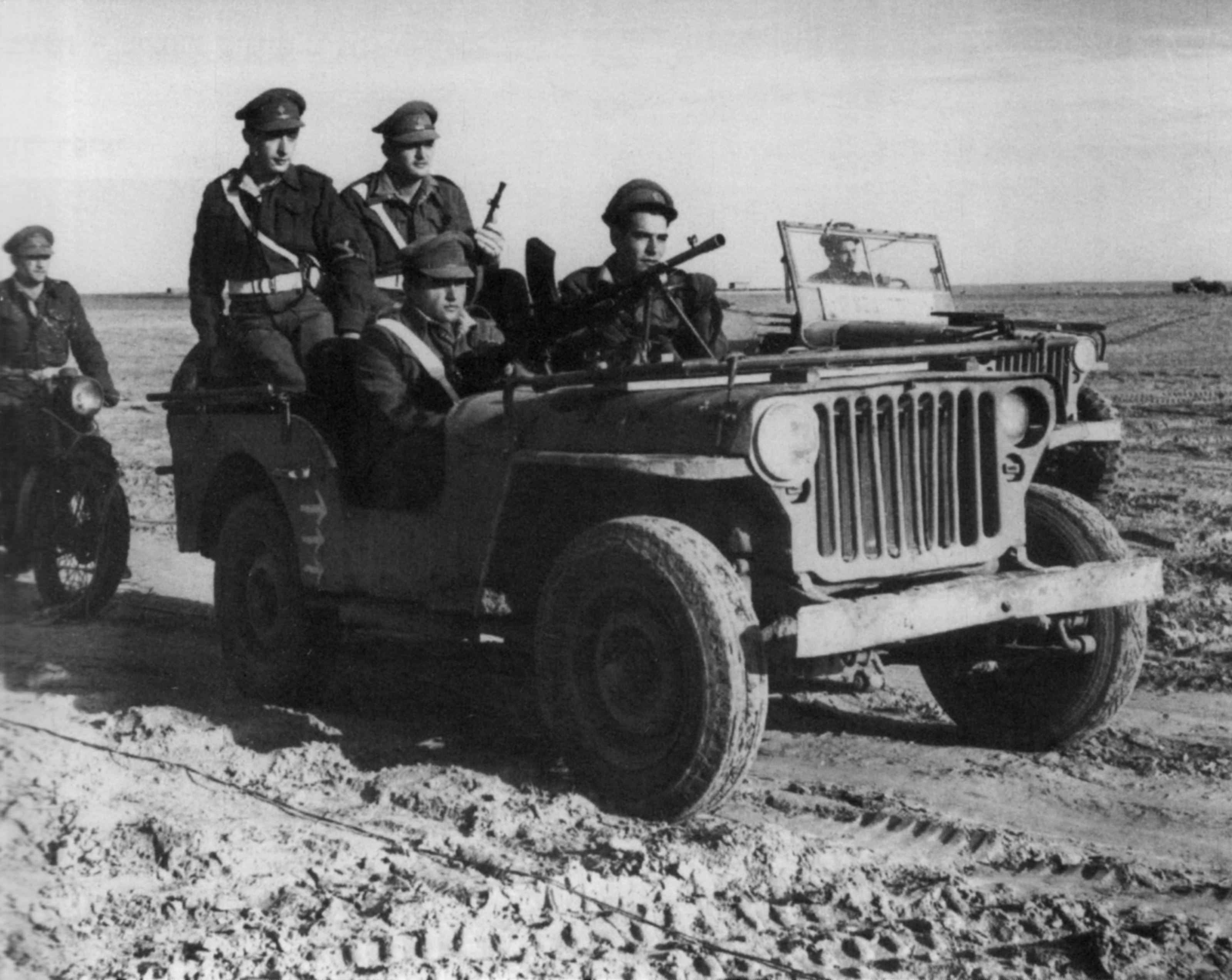
Police militaire israélienne en 1948.
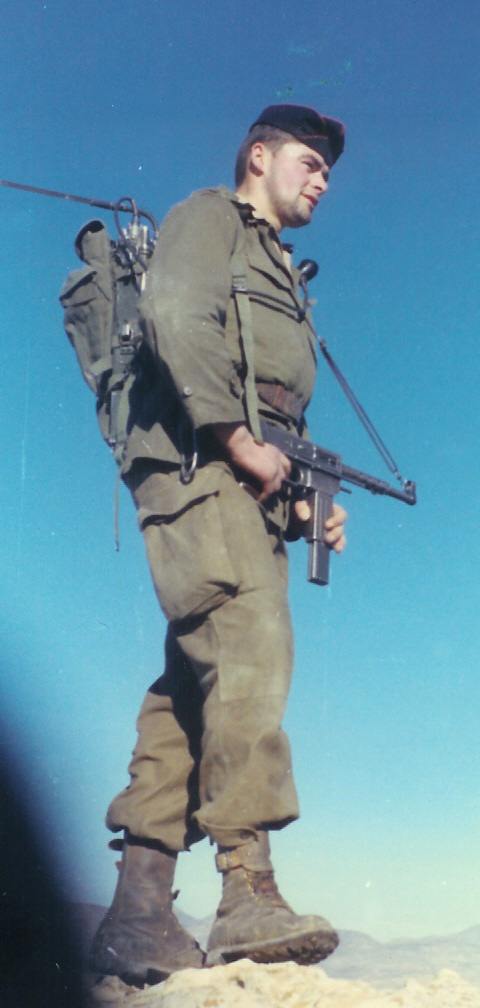
Soldat français pendant la Guerre d'Algérie.
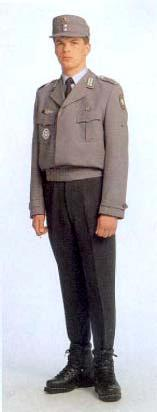
La Skibluse moderne de la Bundeswehr.